# Sorda
Pour plus de détails, voir Fiche technique et Distribution.
Sorda (litt. « Sourde ») est un film espagnol réalisé par Eva Libertad et sorti en 2025.
Il s'agit de la version longue du court métrage éponyme (2022) de la même réalisatrice, sélectionné dans plus de 70 festivals et récompensé plus de 30 prix dans le monde entier.
Il est présenté à la Berlinale 2025, où il obtient le prix du public de la section « Panorama ».

## Synopsis
Ángela, une femme sourde, est enceinte. Avec son partenaire entendant, Héctor, en ce qui concernent la maternité et sa capacité communicative avec son enfant, ses angoisses commencent. La naissance de la petite fille déclenche une crise entre eux, et elle doit accepter de l'élever dans un monde qui n'est pas fait pour elle.

## Fiche technique
Sauf indication contraire, les informations mentionnées dans cette section peuvent être confirmées par la base de données cinématographiques IMDb,  présente dans la section « Liens externes ».
- Titre original : Sorda
- Réalisation et scénario : Eva Libertad (es)
- Musique : Aránzazu Calleja
- Décors : Anna Auquer
- Costumes : Desirée Guirao	et Angélica Muñoz
- Photographie : Gina Ferrer García
- Son : Enrique G. Bermejo, Alejandro Castillo et Urko Garay[2]
- Montage : Marta Velasco
- Production : Miriam Porté[1]
  - Co-production : Adolfo Blanco[5] et Nuria Muñoz Ortín[5]
- Sociétés de production : Distinto Films[1], en co-production avec A Contracorriente Films[5] et Nexus CreaFilms[1]
- Société de distribution : A Contracorriente Films
- Pays de production :  Espagne
- Langue originale : espagnol, langue des signes espagnole
- Format : couleur
- Genre : drame
- Durée : 99 minutes[2]
- Date de sortie :
  - Allemagne : 15 février 2025 (Berlinale)
  - Espagne : 4 avril 2025

## Distribution
- Miriam Garlo : Ángela[6]
- Álvaro Cervantes : Héctor
- Elena Irureta
- Joaquín Notario

## Production

### Genèse et développement
Depuis sa présentation en 2022, le court métrage Sorda d'Eva Liberdad et Nuria Muñoz est sélectionné dans de nombreux festivals internationaux et a remporté des prix. Début décembre 2022, il est nommé à la 37e cérémonie des Goyas,,.

« Sorda est né du désir de partager avec les spectateurs notre lien avec la surdité. Miriam [Garlo] et moi sommes sœurs et nous avons toujours partagé notre monde, appartenant à une identité entendante et à une identité sourde. »

— Eva Liberdad,
Mi-novembre 2022,  la productrice Miriam Porté, pour la société Distinto Films, accompagne Eva Liberdad et Nuria Muñoz sur le développement de Sorda sous forme de long métrage. Les sociétés Verbena Films et Nexus CreaFilms en sont co-productrices,.
Mi-novembre 2023, le scénario, ayant pour thème surdité et maternité, écrit par la réalisatrice, est envoyé à l'atelier de révision, appelé Cine Qua Non Lab, au Mexique.

« Il y a quelques années, ma sœur a commencé à envisager de devenir mère. Nous avons beaucoup parlé de ce sujet et elle a partagé avec moi ses préoccupations, ses craintes et ses attentes concernant la maternité dans un monde qui est fait par et pour les entendants. Ces conversations sont devenues le noyau dramatique du scénario du court métrage : le personnage [Ángela] est prêt pour le monde, mais c'est la société qui n'est pas prête pour la surdité. Ce sont les autres qui n'ont pas été enseigné pour pouvoir communiquer avec elle. »

— Eva Liberdad
Début juin 2024, Verbena Films ne faisant plus partie du projet, Amalia Blanco pour la société A Contracorriente Films co-produit et distribue le film dans les salles obscures,.

### Attribution des rôles
Début février 2024, Miriam Garlo, actrice elle-même sourde et sœur d'Eva Liberdad, reprend son rôle principal, Ángela. Début juin, Álvaro Cervantes et Elena Irureta sont mentionnés.

### Tournage
Le tournage commence au début du juin 2024 à Murcie, dans la région murcienne (Espagne), pour une durée de six semaines,. Début juillet, il prend fin.

## Accueil

### Festivals et sortie
Sorda est sélectionné, dans la section « Panorama » de la Berlinale, où il est projeté en avant-première mondiale, à la fin de l'après-midi du 15 février 2025, dans la haus der Berliner Festspiele (de). Le 22 février, il remporte le prix du public,,. Il est également sélectionné au Festival du cinéma espagnol de Malaga en mars suivant
La sortie est annoncée pour le 4 avril 2025, en Espagne. Mi-février, la bande-annonce est révélée.

## Distinctions

### Sélections
- Berlinale 2025 : prix du public de la section « Panorama »[4]
- Festival du cinéma espagnol de Malaga 2025 : sélection officielle[22]